# Resident Evil Requiem
Resident Evil Requiem — будущая компьютерная игра в жанре survival horror. Девятая в основной серии Resident Evil и продолжение Resident Evil Village. В качестве разработчика и издателя выступает компания Capcom.
Игра была анонсирована 6 июня 2025 года в рамках презентации на Summer Game Fest, её выход запланирован на 27 февраля 2026 года для платформ Windows, PlayStation 5, Xbox Series X/S. В Resident Evil Requiem будет использоваться улучшенная версия движка RE Engine — RE neXt.

## Сюжет
Известно, что часть событий игры развернётся в полуразрушенном Раккун-Сити, через 30 лет после катастрофы, а главной героиней выступит аналитик ФБР Грейс Эшкрофт, дочь Алиссы Эшкрофт из Resident Evil Outbreak. Расследуя загадочные смерти людей от некой болезни, Грейс отправляется в город, а именно в отель Вренвуд — туда, где была убита её мать. Впоследствии девушка сама становится жертвой неких мутантов.

## Игровой процесс

Скриншот с видом от третьего лица в Resident Evil Requiem

В превью, размещённом на сайте IGN 11 июня 2025 года, содержалась информация о том, что в игре можно свободно переключаться между режимами от первого и третьего лица. Также Грейс будет преследовать новый монстр, в стиле Мистера Икс или Леди Димитреску. Как и в основной линейке Resident Evil, здесь появятся головоломки, исследования местности, выживание с боем, а также сбор ресурсов.

## Разработка и выпуск

Разрушенный полицейский участок Раккун-Сити в Resident Evil Requiem

Работа над Resident Evil Requiem началась примерно в 2019 году во время ранее запланированного расширения исследовательских групп Capcom в Division 1, хотя ни продюсер, ни режиссёр не были названы. В рамках долгосрочной стратегии Capcom девятая часть разрабатывалась параллельно с несколькими другими играми Resident Evil с общей целью — 2,5 года на выпуск и более амбициозной — сделать его ежегодным, когда это возможно. По состоянию на 2022 год разработчики не договорились, будут ли следующие игры представлены от первого или третьего лица.
Capcom подтвердила разработку в июле 2024 года, об этом сообщил геймдиректор и дизайнер Коси Наканиси, работавший над Resident Evil 7: Biohazard. Также стало известно, что он руководит проектом.
Официальный анонс под заголовком Requiem состоялся 6 июня 2025 года на Summer Game Fest. Тогда же был опубликован официальный трейлер. Эксклюзивное видео из прошлого Грейс было показано на церемонии открытия выставки Gamescom 19 августа 2025 года, а демоверсия будет представлена 20 августа. Релиз игры в феврале 2026 года будет приурочен к 30-летию серии Resident Evil.
Наканиси заявил, что Грейс «займёт центральное место в истории, полной новых поворотов и сюрпризов». Она будет тесно связана с более крупной вселенной Resident Evil. В игру вернётся полицейский участок Раккун-Сити, но с изменениями. Чтобы усилить ощущение уязвимости и страха, а также вернуться к истокам хоррора, девушка-интроверт, слабо владеющая оружием и часто поддающаяся панике, по заявлению разработчиков, подходит гораздо лучше, чем закалённый в боях Леон Кеннеди — Capcom рассматривала вариант сделать его главным персонажем, но впоследствии отказалась, поскольку фанатам может не понравиться как он «вздрагивает от каждого шороха». Тем не менее, его отсутствие не было подтверждено. Название Requiem символизирует прощание и для Грейс, пережившей потерю матери, и для всех жертв трагедии, случившейся в городе.
Согласно данным Capcom, Requiem станет первой в серии Resident Evil, где будут задействованы возможности нового поколения их игрового движка RE Engine, получившего название RE neXt. Он будет рассчитан на максимальную производительность Playstation 5, Xbox Series X/S и ПК. Игра поддерживает трассировку пути с реалистичной и динамической симуляцией освещения, отражений и теней, а также масштабирование изображения DLSS 4 и реконструкцию рейтрейсинга, технологию специально предоставила Nvidia.